# Raúl Alfredo Magaña
Raúl Alfredo Magaña Monzón (Santa Ana, 24 de febrero de 1940-San Salvador, 30 de septiembre de 2009) fue un futbolista, entrenador y periodista salvadoreño.

## Trayectoria
De posición guardameta en el campo de juego, realizó su debut con el Club Deportivo FAS en la temporada 1957/1958, donde resultó campeón con la escuadra santaneca ese mismo torneo, y también en los campeonatos de 1961/1962 y 1962. Posteriormente prestó sus servicios al Alianza Fútbol Club, logrando el campeonato de  1965/1966; con este equipo enfrentó, en partido amistoso, al Santos de Brasil. Asimismo jugó con el Club Deportivo Atlético Marte con quien alcanzó dos títulos (1968/1969 y 1970). 
Los años posteriores como futbolista los desempeñó en equipos de Guatemala, Estados Unidos y Canadá, retirándose con el Club Deportivo Once Municipal en 1975. Como seleccionado nacional debutó el 19 de marzo de 1961 y disputó la Copa Mundial de Fútbol de 1970. Tenía como característica vestir una gorra junto a su atuendo deportivo.     
Como técnico de fútbol llegó a dirigir varios equipos salvadoreños y a la misma selección nacional; como directivo, coadyuvó al ascenso a primera división del Atlético Marte en el año 2009. Además trabajó como comentarista radial, televisivo y columnista en periódicos. Fungió como presidente de la Comisión Técnica de la Concacaf y fue analista técnico para la FIFA en los mundiales de Estados Unidos 1994 y Francia 1998. En su último año de vida sufrió de la enfermedad de cáncer gástrico la cual finalmente le venció. «La Araña Magaña», como era conocido, ha sido considerado uno de los mejores guardametas de la historia del fútbol salvadoreño.

## Clubes
| Club                | País        | Año       | Partidos | Goles |
| ------------------- | ----------- | --------- | -------- | ----- |
| Deportivo FAS       | El Salvador | 1958-1963 |          |       |
| Tipografía Nacional | Guatemala   | 1963      |          |       |
| Deportivo Municipal | Guatemala   | 1963-1964 |          |       |
| Universidad SC      | Guatemala   | 1964-1965 |          |       |
| Alianza Fútbol Club | El Salvador | 1965-1966 |          |       |
| Montreal Cantalia   | Canadá      | 1967      |          |       |
| Toronto Falcons     | Canadá      | 1968      | 15       | 0     |
| Atlético Marte      | El Salvador | 1968-1970 |          |       |
| Deportivo FAS       | El Salvador | 1970-1971 |          |       |
| Once Municipal      | El Salvador | 1971      |          |       |
| Deportivo Municipal | Guatemala   | 1972-1973 |          |       |
| Alianza Fútbol Club | El Salvador | 1975      |          |       |